# Президентские выборы в Индии (1950)
Выборы первого Президента Республики Индии прошли 24 января 1950 года. В выборах участвовал единственный кандидат Раджендра Прасад, который был избран временным президентом без голосов против за его кандидатуру.

## История
Учредительное собрание Индии последний раз собралось 24 января 1950 года. В этот же день они объявили, что песня «Джанаганамана» станет официальным гимном Индии, подписали копию конституции на хинди и проголосовали за нового президента. Раджендре Прасаду предложил выдвинуть свою кандидатуру Джавахарлал Неру, а потом его поддержал Валлабхаи Патель. Других кандидатур на выборах не было, поэтому секретарь ассамблеи Хараву Венкатанарасингха Верада Радж Айенгар заявил, что Прасад считается должным образом избранным на пост президента.
26 января 1950 года Чакраварти Раджагопалачария привёл Прасада к присяге в присутствии главного судьи Индии Харилала Джекисундаса Кании, когда в Индии отмечался первый праздник дня республики. 25 января 1950 года скончалась Бхагвати Деви ― сестра Раджендры Прасада, но он был на её кремации только после приведения к присяге.